# Spirit: Stallion of the Cimarron (album)
Spirit: Stallion of the Cimarron è un album in studio di Bryan Adams e colonna sonora per l'omonimo film d'animazione. L'album è il prodotto della collaborazione tra Adams e Hans Zimmer.

## Descrizione
Le canzoni sono state cantate da Bryan Adams ed è apparso anche nella versione originale del film d'animazione. Anche la canzone Here I Am dell'album è stata pubblicata come singolo e ha ricevuto una nomination ai Golden Globe per la migliore canzone di un film. La musica del film è stata eseguita dalla "London Studio Orchestra" diretta da Gavin Greenaway. Le registrazioni sono avvenute presso gli AIR Studios, The Warehouse Studio e Compass Point Studios.
All'album hanno collaborato partner di scrittura di lunga data di Adams fra i quali Gretchen Peters e Robert John "Mutt" Lange.

### Adattamenti
Sia la versione inglese che quella francese dell'album presentano Bryan Adams come cantante principale. La voce tedesca è stata fornita da Hartmut Engler, cantante della band pop tedesca Pur. La voce spagnola nella versione europea della colonna sonora è stata registrata dal cantante Raúl Malo. La voce spagnola nella versione latina della colonna sonora è stata registrata dal cantante messicano Erik Rubin.
In Brasile, una versione portoghese della colonna sonora è stata registrata dal cantante brasiliano Paulo Ricardo.
Nella versione polacca la voce è stata fornita da Maciej Balcar, cantante del gruppo rock blues Dżem.
Nella versione italiana, la traduzione dei testi e l'interpretazione dei brani sono state affidate al cantautore Zucchero Fornaciari, che ha adattato assieme alla figlia Irene.

## Tracce
1. Here I Am (End Title) – 4:44 (Bryan Adams, Gretchen Peters, Hans Zimmer)
2. I Will Always Return – 3:59 (Adams, Robert John "Mutt" Lange, Zimmer)
3. You Can't Take Me – 2:56 (Adams, Lange, Gavin Greenaway)
4. Get Off My Back – 2:50 (Adams, Eliot Kennedy)
5. Brothers Under the Sun – 3:57 (Adams, Peters, Steve Jablonsky)
6. Don't Let Go (feat. Sarah McLachlan) – 4:02 (Adams, Lange, Peters, Greenaway)
7. This Is Where I Belong – 2:21 (Adams, Lange, Zimmer)
8. Here I Am – 4:32 (Adams, Peters, Zimmer)
9. Sound the Bugle – 3:54 (Greenaway, Trevor Horn)
10. Run Free – 6:21 (James Dooley, Jablonsky, Zimmer)
11. Homeland (Main Title) – 3:41 (Zimmer)
12. Rain – 2:50 (Zimmer)
13. The Long Road Back – 7:11 (Jablonsky, Zimmer)
14. Nothing I've Ever Known – 3:52 (Adams, Kennedy, Zimmer)
15. I Will Always Return (Finale) – 2:46 (Adams, Lange, Zimmer)

## Formazione
Di seguito sono elencati i musicisti che hanno suonato nel disco:

### Musicisti
- Bryan Adams — Voce, Chitarra acustica, Chitarra elettrica, Basso, Cori
- Gavin Greenway — Tastiere
- Steve Jablonsky — Tastiere
- Patrick Leonard — Tastiere
- Hans Zimmer — Tastiere
- Mel Wesson — Tastiere, Arrangiamento
- Matt Mahaffey — Tastiere
- Rupert Gregson-Williams — Arrangiamento addizionale
- James Dooley — Arrangiamento addizionale
- Keith Scott — Chitarra elettrica
- Heitor Pereira — Chitarra acustica, Chitarra elettrica
- Davey Johnstone — Chitarra elettrica
- Mickey Curry — Batteria
- Sarah McLachlan — Voce in  Don't Let Go
- Robert John "Mutt" Lange — Cori

## Classifiche

### Classifiche settimanali
| Classifica (2002)        | Posizione massima |
| ------------------------ | ----------------- |
| Austria                  | 6                 |
| Belgio (Vallonia)        | 31                |
| Francia                  | 137               |
| Germania                 | 7                 |
| Italia                   | 35                |
| Norvegia                 | 24                |
| Paesi Bassi              | 22                |
| Regno Unito              | 8                 |
| Regno Unito (physical)   | 8                 |
| Regno Unito (soundtrack) | 1                 |
| Scozia                   | 8                 |
| Stati Uniti              | 40                |
| Svezia                   | 24                |
| Svizzera                 | 6                 |

## Riconoscimenti
- 2003 - Golden Globe
  - Here I Am - Nomination Miglior canzone